# Ina, Nagano
Ina (伊那市 Ina-shi) là một thành phố thuộc tỉnh Nagano, Nhật Bản.